# Cecilia Toussaint
María Cecilia Toussaint Uhthoff (Ciudad de México, 11 de octubre de 1958), conocida como Cecilia Toussaint, es una cantante, actriz y compositora mexicana.

## Biografía
Cecilia Toussaint nació el 11 de octubre de 1958 en México. Creció en la colonia Crédito Constructor. Vivió en la calle de Poseidón, exactamente en el número 40. Después de vivir ahí toda su infancia, se mudó a San Ángel, y luego para San Jerónimo y más tarde para Tlalpan. 
Tomó clases de ballet y durante muchos años estudió danza, luego tuvo problemas en las rodillas lo que le impidió seguir en la danza. 
Comenzó su carrera en 1977, con un grupo llamado "La Nopalera", pero más tarde abandonó el grupo. Luego hizo otro grupo llamado "Rehilete", posteriormente formó parte del grupo de rock "Abril" en una fugaz etapa que dio pie a formar el grupo "Arpía" con el cual grabó su primer LP de rock, y más tarde empezó su carrera como solista. 
Inició su carrera como solista en 1984 cantando boleros de José Antonio Méndez y luego empezó a cantar rock. Entre sus canciones más conocidas están "Me siento bien pero me siento mal", "Sirena de trapo", "Prendedor", "Tres metros bajo tierra", "Sácalo" y "Dueña de mi esclavitud".[cita requerida]
En su carrera como actriz, hizo su debut en la película El servicio en 1978. Otras películas en las que ha participado son Cualquier cosa, Hacer un guion, La habitación que silba y Bestiario.[cita requerida]
En la televisión ha participado en proyectos televisivos como DKDA, En carne propia, Cautiva, Martín Garatuza y El equipo. Participó en Yo no creo en los hombres, como "Honoria", y más adelante, como "Dalia", en Amor de barrio. En 2017-2018, participó en la telenovela Sin tu mirada con el personaje de "Damiana Ríos", la madre adoptiva de Marina, la protagonista.[cita requerida]
Está casada con el cantante de rock Alfonso André, con quien tiene un hijo, Julián André Toussaint.[cita requerida]

## Discografía
Álbumes de estudio
- Arpía - 1987
- En esta ciudad - 1988
- Tírame al corazón - 1990
- Sirena de trapo - 1994
- Detrás del silencio - 1996
- Para niños - 1997
- Cecilia Toussaint - 2001
- Otro Lugar - 2002
- Para mi Consuelo  - 2004
- Acoso textual - 2007
- Faro - 2015
- Cromático - 2020
- El lado sur de mi corazón - 2021

Álbumes en vivo
- Noche de día - 1992
- 25 años de Arpía en vivo - 2009

Participaciones Especiales
- "Parado En La Calle Oscura" - Lira N' Roll
- "Sobre Tu Cuerpo" - Lira N' Roll
- "Deseo" - Jon Anderson - 1994
- "Mi Ciudad"
- "Ay, Qué Dolor Vivir"
- "Ambar Violeta" - Álbum: Acuérdate De... (Vol. Verde) (benéfico a la Cruz Roja) - 2013
- "Te Quiero" - Álbum: Acaricia Urgente: Celebración a la Música de Guillermo Briseño -  2015

Álbumes en colaboración
- "A Viva Voz" a dueto con Betsy Pecanins - 2007

## Filmografía

### Televisión
- Rosario Tijeras (2025) - Betty[2]
- Sangre llama sangre (2024) - Teresa[3]
- Marea de pasiones (2024) - Roberta
- Madre de alquiler (2023) - Ada
- Mi tío (2022) ... Mara[4]
- Imperio de mentiras (2020-2021) ... Nieves Sandoval de Álvarez[5]
- Sin tu mirada  (2017-2018) ... Damiana Ríos Zepahua
- Amor de barrio (2015) ... Dalia Tovar Vda. de López
- Yo no creo en los hombres (2014-2015) ... Honoria Ramírez de Delgado
- El encanto del águila (2011) ... Cupletista
- El equipo (2011) ... Psicóloga
- Lo que callamos las mujeres (2001) ...  Asunción
- DKDA: Sueños de juventud (2000) ... Dolores "Lola" Saldivar
- Agujetas de color de rosa (1994) ... Mariana
- En carne propia (1990) ... Laura Gámez
- Alcanzar una estrella (1990) ... Lic. Cuevas
- Cautiva (1986) ... Patricia Arellano
- Martín Garatuza (1986) ... Monja Antonia Alférez
- Cuentos de madrugada (1985)

### Películas
- Loco por ella (2025) ... Dra. Martinez[6]
- La Usurpadora: The Musical (2023) ... Abuelita[7]
- Coco (2017) ... Ceci[8]
- Moana, un mar de aventuras - Mamá de Moana (2016)
- Atlantis, el imperio perdido - Helga (2001)
- Dama de noche (1993) ... Sofía
- Objetos perdidos (1991) ... Pilar
- ¿Cómo ves? (1985)
- La habitación que silba (1985)
- Mujeres salvajes' (1984) ... Águila
- Frida, naturaleza viva (1983) ... La Hermana de Frida
- Antonieta (1982)
- Hacer un guion (1981)
- Cualquier cosa (1979)
- El servicio (1978)
- Hermano Oso 2(película de 2006)  Este es mi hogar Doblages Hermano oso

## Premios y nominaciones

### Premios TVyNovelas
| Año  | Categoría               | Programa                  | Resultado |
| ---- | ----------------------- | ------------------------- | --------- |
| 2018 | Mejor actriz de reparto | Sin tu mirada             | Nominada  |
| 2015 | Mejor actriz de reparto | Yo no creo en los hombres | Ganadora  |